# Isoscelipteron dictyophilum
Isoscelipteron dictyophilum är en insektsart som beskrevs av C.-k. Yang et al. 1995. Isoscelipteron dictyophilum ingår i släktet Isoscelipteron och familjen Berothidae. Inga underarter finns listade i Catalogue of Life.